# أنتي بايتش
أنتي بايتش (بالألمانية: Ante Bajic) هو لاعب كرة قدم نمساوي في مركز الوسط، ولد في 22 أغسطس 1995 في Innviertel ‏ في النمسا. لعب مع نادي رييد.

## وصلات خارجية
- أنتي باجيتش على موقع قاعدة بيانات كرة القدم.إي يو (الإنجليزية)
- أنتي باجيتش على موقع Soccerway.com (الإنجليزية)
- أنتي باجيتش على موقع عالم كرة القدم.نت (الإنجليزية)